# NGC 6188
NGC 6188 ist die Bezeichnung für einen Emissionsnebel und Reflexionsnebel im Sternbild Altar. NGC 6188 hat eine Winkelausdehnung von 20.0' × 12.0'.
Das Objekt wurde am 15. April 1836 von John Herschel entdeckt.

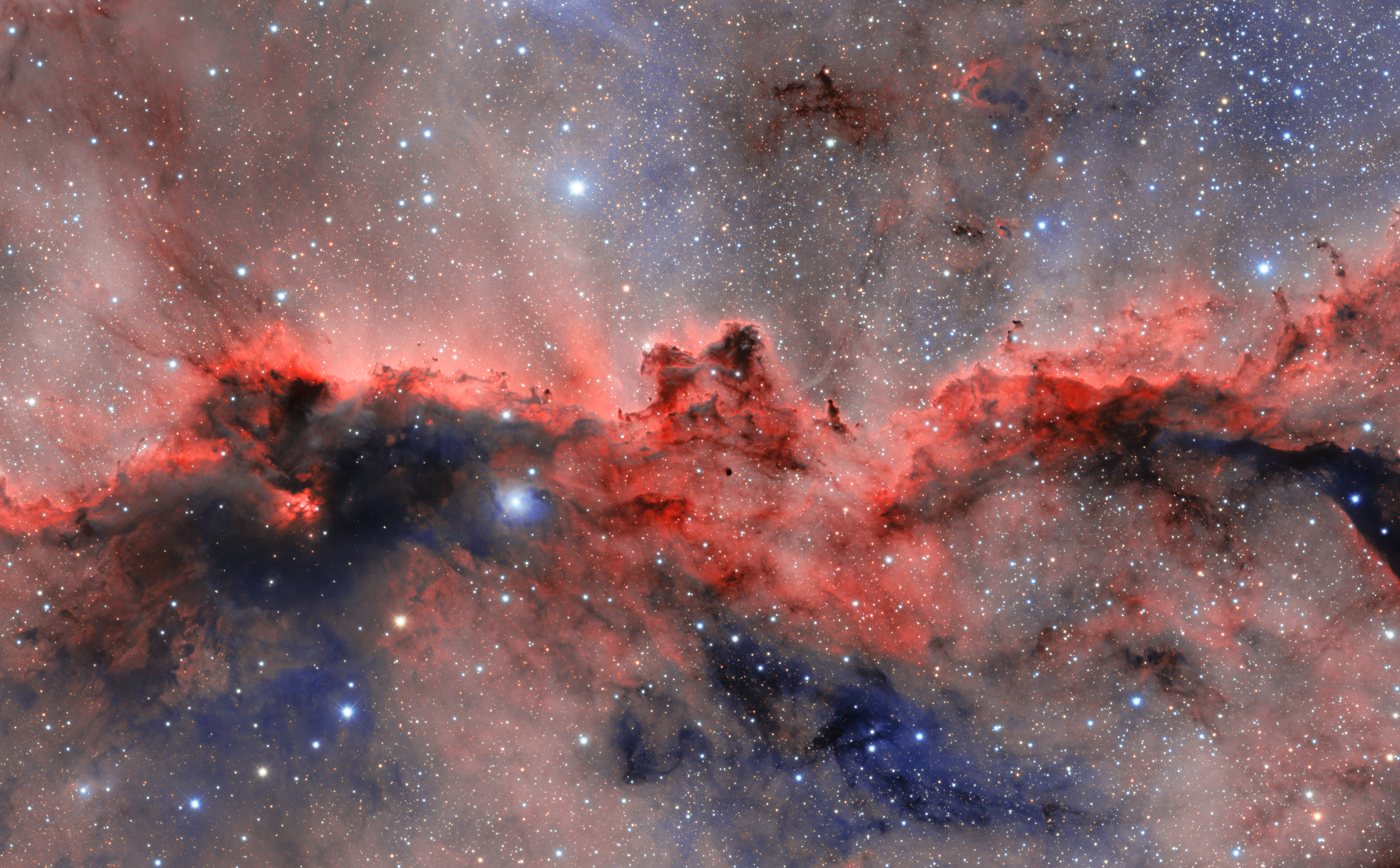
Aufnahme mithilfe des Víctor M. Blanco Telescope